# Golem Papradnik
Golem Papradnik (en macédonien Голем Папрадник) est un village du sud-ouest de la Macédoine du Nord, situé dans la municipalité de Tsentar Joupa. Le village comptait 715 habitants en 2002. Il est majoritairement turc.

## Démographie
Lors du recensement de 2002, le village comptait :
- Turcs : 799 ;
- Macédoniens : 30 ;
- Albanais : 1 ;
- Autres : 10.